# Archichlora petroselina
Archichlora petroselina är en fjärilsart som beskrevs av Claude Herbulot 1960. Archichlora petroselina ingår i släktet Archichlora och familjen mätare. Inga underarter finns listade i Catalogue of Life.